# Alfonso III d'Este
Alfonso III d’Este (Ferrara, 1591 – Castelnuovo di Garfagnana, 26 mei 1644) was hertog Modena en Reggio van 1628 tot 1629.

## Biografie
Hij werd geboren in Ferrara, en was de zoon van Cesare d'Este en diens vrouw Virginia de' Medici. In 1613 nam hij deel aan de oorlog tegen Lucca en had hij een belangrijke rol in de moord aanslag op graaf Ercole Pepoli, die met Cesare aan het onderhandelen was over Ferrara (1617).
In 1608 trouwde Alfonso met Isabella van Savoye, dochter van Karel Emanuel I van Savoye en diens vrouw Catalina van Spanje, een dochter van koning Filips II van Spanje. Alfonso was erg verliefd op Isabella, maar toen zij in 1626 stierf begon hij na te denken over de godsdienstige geloften, hij wilde zich verder in zijn leven inzetten voor de kerk. Toen Alfonso’s vader in 1628 stierf, werd Alfonso hertog van Modena en Reggio. Maar in juli 1629 abdiceerde Alfonso als hertog vanaf het Palazzo de Sassuolo. Op 8 september van hetzelfde jaar betrat hij de orde van de Kapucijnen onder de naam: fra’ Giambattista da Modena.
Hij onderscheidde zich als predikant en helper bij het sterven van mensen tijdens een pest epidemie die het hertogdom rond 1630-1631 teisterde. In het volgende jaar keerde hij in Modena terug, maar zijn afkeer tegen de kleren die aan het hof werden gedragen, maakten hem onwelkom, bijgevolg werd hij met pensioen naar een klooster in Castelnuovo di Garfagnana, gebouwd door zijn zoon, hertog Francesco I ging, waar hij in 1644 stierf.

## Nakomelingen
Alfonso en Isabella kregen 14 kinderen.
- Cesare d'Este (1609 – 1613)
- Francesco I d'Este (1610 – 1658), hertog van Modena en Reggio
- Obizzo d'Este (1611 – 24 augustus 1644), bisschop van Modena 1640-1644
- Caterina d'Este (1613 – 1628)
- Cesare d'Este (1614 – 20 september 1677)
- Alessandro d'Este (* en † 1615)
- Carlo Alessandro d'Este (1616 – 1679)
- Rinaldo d'Este (1618 – 30 oktober 1672), kardinaal d'Este 1641/44, bisschop van Reggio Emilia 1650-1660 en Palestrina 1671-1672
- Margherita d'Este (1619 – 12 november 1692), huwde op 25 juni 1647 Ferrante III Gonzaga (4 april 1618 – 11 januari 1678), hertog van Guastalla
- Beatrice d'Este (* en † 1620)
- Beatrice d'Este (1622 – 1623)
- Filiberto d'Este (1623 – 1645)
- Bonifazio d'Este (* en † 1624)
- Anna Beatrice d'Este (1626 – Mirandola 25 september 1690), huwde op 29 april 1656 te Modena met Alessandro II Pico della Mirandola (30 maart 1631 – 2 februari 1691), hertog van Mirandola